# Eamonn Deacy Park
Eamonn Deacy Park – stadion piłkarski w Galway, w Irlandii. Swoje spotkania rozgrywa na nim drużyna Galway United F.C. Obiekt może pomieścić 5000 widzów, z czego 3300 miejsc jest siedzących.
Został otwarty w 1977 jako Terryland Park, a w 2012 zmienił nazwę na Eamonn Deacy Park dla uczczenia pamięci Eamonna Deacy, legendy miejscowego klubu.